# NGC 2684
NGC 2684 is een spiraalvormig sterrenstelsel in het sterrenbeeld Grote Beer. Het hemelobject werd op 9 maart 1788 ontdekt door de Duits-Britse astronoom William Herschel.

## Synoniemen
- UGC 4662
- MCG 8-16-35
- ZWG 237.24
- IRAS 08514+4921
- PGC 25024